# Pseudorhynchus hastifer
Pseudorhynchus hastifer är en insektsart som först beskrevs av Hermann Rudolph Schaum 1853.  Pseudorhynchus hastifer ingår i släktet Pseudorhynchus och familjen vårtbitare. Inga underarter finns listade i Catalogue of Life.